# Jean Alavoine
Jean Alavoine (Bordeaux, 1 april 1888 – Argenteuil, 18 juli 1943) was een Franse wielrenner.

## Biografie
Alavoine was profwielrenner van 1909 tot 1925. Zijn bijnaam in het peloton was "Gars Jean". Hij boekte 29 overwinningen in zijn profcarrière, waaronder 17 etappeoverwinningen in de Ronde van Frankrijk. Hij werd twee keer tweede in de Tour (1919 en 1922) en twee keer derde (1909 en 1914). Hij was de eerste renner die het klaarspeelde om twee etappes te winnen in de Tour in een tijdsbestek van 10 jaar, en was met 14 jaar ruim een eeuw recordhouder met de langste periode tussen zijn eerste en zijn laatste etappeoverwinning (Mark Cavendish verbrak dit record in 2024).
Hij werd twee keer individueel Frans kampioenschap op de weg in 1909 en 1920.
In 1920 had hij ook succes in de Ronde van Italië toen hij derde werd in het eindklassement en een etappe won. 
In 1943 kwam hij om het leven in een wielerwedstrijd voor veteranen.

## overwinningen
1909
- Frans kampioen op de weg, Elite
- 5e etappe Ronde van België
- 6e etappe Ronde van België
- 14e etappe Ronde van Frankrijk
- 8e etappe Ronde van Frankrijk

1911
- Course de Côte de Vilennes

1912
- 11e etappe Ronde van Frankrijk
- 13e etappe Ronde van Frankrijk
- 15e etappe Ronde van Frankrijk

1914
- 7e etappe Ronde van Frankrijk

1919
- Straatsburg-Parijs
- 5e etappe Circuit des Champs de Bataille
- 4e etappe Ronde van Frankrijk
- 5e etappe Ronde van Frankrijk
- 7e etappe Ronde van Frankrijk
- 8e etappe Ronde van Frankrijk
- 15e etappe Ronde van Frankrijk

1920
- Course de Côte de Mont Chauve
- 4e etappe Ronde van Italië
- 6e etappe Ronde van Italië
- Frans kampioen op de weg, Elite

1922
- Mont Chauve
- Parijs-Lyon (samen met Philippe Thys)
- 5e etappe Ronde van Frankrijk
- 6e etappe Ronde van Frankrijk
- 7e etappe Ronde van Frankrijk

1923
- Parijs-Lyon (samen met Philippe Thys en Nicolas Frantz)
- 6e etappe Ronde van Frankrijk
- 7e etappe Ronde van Frankrijk
- 9e etappe Ronde van Frankrijk

1924
- 2e etappe Bordeaux-Marseille

## Resultaten in voornaamste wedstrijden
| Jaar | Ronde van Italië | Ronde van Frankrijk | Ronde van Spanje |
| ---- | ---------------- | ------------------- | ---------------- |
| 1909 |                  | ↑ (2)               |                  |
| 1910 |                  |                     |                  |
| 1911 |                  |                     |                  |
| 1912 |                  | 5e (3)              |                  |
| 1913 |                  | 19e                 |                  |
| 1914 |                  | ↑ (1)               |                  |
| 1919 |                  | ↑ (5)               |                  |
| 1920 | ↑                | opgave              |                  |
| 1921 |                  | opgave              |                  |
| 1922 |                  | ↑ (3)               |                  |
| 1923 |                  | opgave (3)          |                  |
| 1924 |                  | 14e                 |                  |
| 1925 |                  | 13e                 |                  |

| Jaar | Milaan-San Remo | Parijs-Roubaix | Ronde van Lombardije | Parijs-Tours | Parijs-Brussel |
| ---- | --------------- | -------------- | -------------------- | ------------ | -------------- |
| 1909 | 31e             | 11e            |                      | ↑            |                |
| 1910 |                 |                |                      | 5e           |                |
| 1911 |                 | 12e            | 13e                  |              |                |
| 1912 | 21e             |                | 16e                  |              |                |
| 1913 | 6e              |                | 11e                  |              |                |
| 1914 | 4e              |                |                      | 33e          |                |
| 1919 | 12e             |                |                      | 5e           | 8e             |
| 1920 | 10e             |                | 23e                  |              |                |
| 1921 |                 |                |                      |              |                |
| 1922 |                 | 30e            |                      |              | 9e             |
| 1923 |                 | 39e            |                      |              |                |
| 1924 |                 |                |                      |              |                |
| 1925 |                 |                |                      |              |                |

## Ploegen
- 1908 - Peugeot
- 1909 - Alcyon-Dunlop
- 1910 - Alcyon-Dunlop
- 1911 - Alcyon-Dunlop
- 1912 - Alcyon-Dunlop-Armos
- 1913 - Peugeot-Wolber
- 1914 - Peugeot-Wolber
- 1919 - Peugeot-Bianchi-Pirelli
- 1920 - Peugeot-Bianchi-Pirelli
- 1921 - Peugeot
- 1922 - Peugeot-Wolber
- 1923 - Peugeot-Wolber
- 1924 - Jean Alavoine-Wolber-Peugeot
- 1925 - Jean Alavoine-Wolber